# 浅野良三
浅野 良三（あさの りょうぞう、1889年（明治22年）8月28日 - 1965年（昭和40年）2月9日）は日本の実業家。浅野財閥創始者浅野総一郎の次男、父の死後に兄の浅野泰治郎が財閥総帥の座についたが、浅野良三が実質的に財閥を運営した。背が高く容姿端麗。英語がペラペラで才気煥発野心満々で経営手腕も優れていた。

## 経歴

### 教育
1889年（明治22年）に浅野財閥創始者浅野総一郎の次男として生まれたが、「天下無敵の乱暴者」で、何度も父から勘当だと怒られた。開成中学（旧制）を卒業して一橋大学を受験したが、苦手な英語の問題が全く解らなくて、自作の都々逸を書いて出したが不合格になった。そこでハーバード大学に留学したが、大学ではHasty Pudding Club, Phoenix, Stylus, the Kalumet Club, the OK Society, the Western Club その他のクラブに入会してとても社交的に過ごした。大学図書館でたまたま出会った小松隆はそれ以後、浅野良三の親友かつ側近となった。1912年（明治45年）にハーバード大学を卒業して、フランクリン・ルーズベルト（後の第32代アメリカ大統領）と同窓（同じ大学の卒業生）になった。

### 浅野財閥で働く
卒業後、東洋汽船のサンフランシスコ支店で下級社員として働いた。若い頃の放蕩は実に痛快の極みで、父親（浅野総一郎）も呆れ果てた程だったが、総一郎は一計を案じて、毎朝五時に財閥の会議を開き、良三が欠席すると雷を落とした。良三は早起きするために仕方なく早寝するようになり、深酒や紅夢から遠ざかって社務に専念するようになった。すると、昔の放蕩を知る人は隔世の感を抱いたという。1918年（大正7年）に浅野良三は米国のグレース商会と共同で浅野物産を資本金百万円で設立したが、七百万円の損失を出して、浅野総一郎に大目玉を食らった。その時に橋本梅太郎が浅野物産を引き受けて経営を改善した。同年の末頃に日本鋼管が浅野製鉄所に納入したインゴットケース（鋼塊）の品質が悪くて、数回の使用で亀裂ができて使用できなくなったので、日本鋼管社長白石元治郎と浅野製鉄所社長浅野総一郎が、代金四百万円を払え払わぬで大喧嘩になった。浅野製鉄所の副社長だった浅野良三がその交渉に当ったのだが義兄白石元治郎と父浅野総一郎の板挟みになって苦しんだ。最後に渋沢栄一と中村是公が仲裁してなんとか治まった。
浅野総一郎は、1925年（大正14年）に、東洋汽船の北米・南米定期航路の営業権と、定期航路の船舶八隻および政府委託船一隻を日本郵船に売却して代金として日本郵船株12万5千株を受け取ったが、東洋汽船はその後も長年経営難に喘いでいた。そこで1933年（昭和8年）に、浅野良三はまず東洋証券を設立して代金の日本郵船株を同社に売却して安田銀行借入金を肩代わりさせ、次に東洋海運を設立すると東洋汽船の船舶全部を同社に定期貸舟にして配当を復活させた。こうして責任を果たすと、浅野良三と白石元治郎は同社を辞任して無関係になった。浅野良三は、不況に対応して1934年（昭和9年）上期に浅野造船所の資本金を5000万円から1250万円に大幅に減資したが、鉄鋼需要が回復すると1936年（昭和11年）11月に、既に造船より製鉄が主体になっていたので、浅野造船所を鶴見製鉄造船に改称し、「浅野」をなくして財閥批判をかわし、株式を公開し一般大衆資本を動員して、資本金を二倍の2500万円に増資して全額払込し、1937年（昭和12年）10月には、さらに二倍の5000万円に増資した。また、既存の200トンと350トンの溶鉱炉に加えて、新たに450トンの溶鉱炉を建設し、製板工場を拡張して、鋼板製造能力では日本製鐵を凌ぐ会社にしただけでなく、溶鉱炉から鉄を造りそれを用いて船や機械を造る一貫生産能力がある日本唯一の会社に育てた。それで経営手腕や努力で浅野財閥の代表と言われた<。戦時体制強化のため同じ地域の製鉄会社が合併するように政府が要請したので、義理の兄と弟である白石元治郎と浅野良三は、1940年（昭和15年）10月に日本鋼管と鶴見製鉄造船を合併して、日本鋼管を浅野財閥最大の鉄鋼会社にすると、白石元治郎が社長に浅野良三は副社長に就任した。1942年（昭和17年）6月25日に、白石元治郎が会長に浅野良三が社長に就任した。

### 浅野財閥の再建
大戦景気の後、1920年（大正9年）に反動恐慌、1923年（大正12年）に震災恐慌、1927年（昭和2年）に金融恐慌、1930年（昭和5年）に昭和恐慌が次々に発生して日本経済は急速に悪化していったが、それに伴って浅野財閥傘下企業の経営状態もどんどん悪化していった。1930年（昭和5年）11月9日に没した浅野総一郎は莫大な借金を残した。浅野財閥本社は払込資本金の1.8倍の借金を抱えていた。そこで浅野良三、浅野泰治郎、浅野八郎、浅野義夫、白石元治郎、鈴木紋次郎、金子喜代太、穂積重威、馬杉秀、清水幸一郎(圭一郎)ら一族が一致団結し、安田財閥の支援を受けながら、満洲事変以後の景気回復に助けられて、なんとか浅野財閥を再建した。具体的には、南武鉄道に五日市鉄道を合併させ、浅野セメントに日本セメントと土佐セメントを吸収合併させて、磐城炭鉱には第二磐城炭鉱を吸収合併させて、国策に従って発電設備を日本発送電に売却した後で関東水力電気と浅野カーリットと関水興業を一つにまとめて関東電気興業にした。神奈川コークスを東京瓦斯に売却し利益を得た。また、発電所が完成すると庄川水力電気の持株を日本電力に売却して利益を得た。さらに大日本鉱業の持株を住友合資会社に売却して整理し、富士製鋼を日本製鐵結成に参加させて処分し、大島製鋼所を日曹製鋼に売却し、武蔵野鉄道を整理した。経営難が続く東洋汽船に関しては、1933年に東洋証券を設立して安田銀行の借入金を肩代わりさせ、さらに東洋海運を設立して東洋汽船持船全部を定期貸船にして、復配に成功した。朝鮮鉄山を十分の一に減資して繰越損失を埋め、さらに、鉄鉱区を浅野造船所に売却した。石油精製業の内外石油は採算が合わないので開業前に事業を中止した。小倉製鋼の4万株を売却し、さらに関東水力電気の4万株も売却して、その利益を安田財閥の安田銀行と日本昼夜銀行からの借金返済に当てた。浅野造船所は減資して繰越損金を一掃した。また財閥本社である浅野同族会社を精算し解散して、臨時の代替会社として浅野興業株式会社を設立することに、安田財閥の賛成を得る。さらに、浅野興業が室蘭埋築を買収して少し規模を拡大することを決定した。

### ルーズベルト大統領と外交交渉・開戦前
ハーバード大学ではハル・ルーズベルト(Hall Roosevelt)と同期だったが、この人物はフランクリン・ルーズベルトの妻エレノア・ルーズベルトの弟だったので、1911年（明治44年）に浅野良三はハルと共にカンポベロ島にある別荘に招かれたことがあった。1931年（昭和6年）9月に満洲事変が勃発すると日米関係はどんどん悪化していったが、そのような時期に日本政府は非公式な外交ルートで日米関係の悪化を食い止めようとしていた。1932年（昭和7年）11月に浅野良三は、フランクリン・ルーズベルトに大統領就任祝いの手紙を送って、心のこもった返礼の手紙を受け取った。1933年（昭和8年）の夏にルーズベルト大統領（ハーバード卒）は、浅野良三の提案に従って、良三の同僚小松隆（ハーバード卒）と話し合った、そして、浅野良三がワシントンDCを訪問する際に、ホワイトハウスに来るように招いた。1934年（昭和9年）1月に浅野良三がルーズベルトに手紙を出して松方乙彦（ハーバード卒）と会見するように求めたので、2月18日と20日にルーズベルトは松方乙彦と約一時間にわたって話し合った。その時に松方はタイプした長い覚書を持参し、この内容は個人的な見解だが日本政府の多くの人の意見を反映したものだと語った。その覚書の内容は、5・15事件や満洲事変は若い将校が起こした悲しむべき事件だが、今や安定した内閣が成立して日本は正常に戻りつつあり、軍部は政府から権力を奪い取るつもりはないし、日本は満洲を併合するつもりもない、そして、米国は中国びいきだが、日本と中国を公平に扱えば緊張状態は解消されるだろうし、米国艦隊が太平洋から退去すれば日本人はとても喜ぶだろうというものだった。ルーズベルトはこの覚書を国務長官コーデル・ハルと国務省のスタンリー・クール・ホーンベックに渡して意見を求めた。ホーンベックは、非公式ルート外交の悪しき先例になるので松方に二度と合わないように進言し、ルーズベルトはそれに従った。国務省は浅野良三との会談にも反対したが、ルーズベルトはそれには従わなかったので、ジュネーブでの国際労働会議の帰途、1934年（昭和9年）5月に浅野良三はホワイトハウスを訪問して約一時間ルーズベルトと会談した。その内容は不明だが、浅野良三は後に「我が国民と我が国に対する親切なご意見」に感謝する手紙をルーズベルトに送った。1935年（昭和10年）には、浅野良三は手紙で、岡田忠彦と竹下提督に会うようルーズベルトに求めたが実現しなかった。
1935年（昭和10年）、フォード自動車が工場建設のために、浅野財閥の鶴見埋立地11万坪を買収しようとした。陸軍はこれを察知すると、浅野良三を呼び出して売買中止を勧告し、商工省も土地売買に反対した。その時たまたま陸軍大臣が満洲に赴いたので、帰国までは契約しないように、陸軍大臣と商工大臣が正式な通達を出した。ところが、陸軍大臣が帰国すると、浅野良三は陸軍や商工省の勧告に逆らって無断で土地を売却した。1939年（昭和14年）には、自給自足による国防強化のためには、南洋から輸入した鉄鉱石（富鉱）を日本本土で製鉄するよりも、満洲産の鉄鉱石を満洲で製鉄すべきだという意見が一部で唱えられていた。鶴見製鉄造船社長として浅野良三はそれに反対し、満洲産の鉄鉱石（貧鉱）の利用は技術的困難が多い、陸路が多い満洲からの輸送は船舶による南洋からの輸送よりも割高になる、とにかく鉄鋼生産量を増やすのが重要だと述べた。

### 太平洋戦争
1941年（昭和16年）には鉄鋼統制会の評議員に就任した。日本鋼管浅野ドックの労働者は「うちはアメリカと縁が深いから空襲されない」と公言していたが、1942年4月にドーリットル空襲で日本鋼管の鶴見製鉄所（あるいは川崎製鉄所）が爆撃されて、3人が死亡し数人が負傷し、1945年2月にも空襲され、1945年4月18日の空襲では工場は大損害を受けて2名が死亡した。同年6月以降は扇町のコークス工場や化工工場が空襲され後者は壊滅的被害を受けて、圧延工場も大部分が破壊され、離れた地区にある鶴見造船所も空襲で破壊された。それだけでなく海外はもちろん北海道や九州からの石炭・鉄鉱石も補給が途絶えて生産活動が不可能になった。

### 戦後
終戦時の東久邇宮内閣では、大蔵大臣のアドバイザーを務めた。終戦直後にはGHQの将校を宴会で接待して理解を求め、同情を得ることに成功した。また、米国の雑誌『ライフ』の取材を受けて、財閥は軍部や戦争に反対したと主張して、米国で報道された。その際に、ドーリットル空襲の後に浅野が日本鋼管の被害を視察している写真や、自宅の和室でくつろいでいる写真や、近衛文麿と浅野が会談している写真なども掲載された。終戦によって軍需が消滅して鉄の需要がほとんどなくなったため、日本鋼管の経営陣は大部分の労働者の解雇を決めた。そして段階的に実行している最中に、労働者は生産管理という方法でストライキを行った。さらに1946年（昭和21年）1月26日あるいは30日に、日本鋼管鶴鉄労働組合の1600名が神田橋の本社にデモ行進して、社長の浅野良三や重役たちと集団交渉を行った。その際に浅野良三は暴力を振るわれ、負傷して病院に入院したと報じられた。それにもかかわらずGHQのセオドア・コーエン（テオドール・コーエン）は労働組合とストライキを支持した。1946年（昭和21年）4月末に浅野良三は日本鋼管の社長を辞任し、小松隆は日本鋼管の副社長を辞任した。二代目総帥の浅野泰治郎の代わりに、浅野良三が持株会社整理委員会の聴取に応じて、日本鋼管の筆頭株主は浅野とは無関係な保険会社であるとか、浅野本社（財閥本社）は傘下の会社を指揮しないし、傘下の企業はそれぞれバラバラに活動し縦や横の繋がりも無いので米国が考える「財閥」には該当しないと述べた。
戦後の財閥解体、公職追放を経て、追放中の1948年（昭和23年）10月、兵器処理問題に関し、衆議院不当財産取引調査特別委員会に証人喚問された。1950年（昭和25年）に追放解除。復帰後は、1951年（昭和26年）12月から1965年（昭和40年）まで浅野学園理事長を務め、それとほぼ同時に、1952年（昭和27年）から1964年（昭和39年）にかけて萱場工業（カヤバ）の社長を務め、その後数ヶ月間会長を務めた。1965年（昭和40年）に会長職についたまま日本鋼管病院（旧浅野財閥）で死去した。

## 役職
鶴見製鉄造船（日本鋼管と合併、JFE、ジャパンマリンユナイテッド）・東洋汽船・東洋フィルム（大正活映）・日本鋼管(現JFEホールディングス)・南武鉄道(JR南武線)・浅野雨龍炭鉱の社長、東京商工会議所常議員、浅野中学校・高等学校理事長を歴任した。

## 文化活動
日米協会終身会員で、東京ハーバードクラブのプレジデントを務めた。
趣味はゴルフで、日本ゴルフ協会の実行委員として、関東ゴルフ連盟設立に関わった。また横浜市の程ヶ谷カントリー倶楽部設立に関わった。
アメリカンフットボール関東連盟会長も務め、関西学院大学アメリカンフットボール部設立に際して、「大枚2千円」を寄付した。2005年（平成17年）5月に故浅野良三と遺族に感謝状と記念品が贈呈された。

## 栄典
1965年（昭和40年） 2月2日 - 勲二等瑞宝章

## 家族
- 良一 1917年（大正6年）3月生まれ 東大機械科卒 三菱重工横浜船渠と日本鋼管浅野船渠に勤務[53][59]父の没後に浅野学園理事長に就任した[49]。
- 開作 1926年（大正15年）4月生まれ 東北大学卒 萱場工業取締役[59][60]萱場工業専務[50]日本鉱機会長[61]。ハーバード大学でMBAを取得した最初の日本人[62]。
- 歌子 荒木貞夫の長男、荒木貞発に嫁す[53]。